# Marina Mniszek
Marina Mniszek (vers 1588 - 24 décembre 1614) est une aventurière politique, de noblesse polonaise, couronnée tsarine en 1606, et qui tentera à plusieurs reprises de récupérer le pouvoir avec différents prétendants au trône de Russie.

## Avec le premier faux Dimitri
Née à Murovane près de Stary Sambir en Galicie, elle est la fille du voïévode Georges Mniszek, qui avait de nombreux contacts avec le roi polonais Sigismond III Vasa. Résidents à Sambor, c'est là, en 1604, que leur parent, Constantin Wisniewicki leur présente un étrange personnage déclarant être le prince Dimitri, frère du tsar défunt, Fédor Ier, qui aurait échappé de peu à la mort en 1591. 
En réalité, il s'agit d'un imposteur, un moine défroqué du nom de Grigori Otrepiev. Le véritable Dimitri est vraiment mort accidentellement à Ouglitch, où le régent de l'époque, Boris Godounov, l'avait relégué avec sa mère. Depuis, Boris a succédé à Fédor, mais son autorité est contestée et plusieurs le soupçonnent d'avoir assassiné le vrai Dimitri. 
Les Mniszek ont-ils vraiment cru l'imposteur ? En tout cas, ils ont agi comme tel. En effet, il est tombé amoureux de Marina et, s'il devenait tsar, des perspectives séduisantes s'ouvriraient pour eux. Un contrat de fiançailles est signé. S'il réussit à ceindre la couronne, Marina recevra un million de zlotys et la ville de Pskov. De son côté, Georges obtiendra les terres de Novgorod et de Severski. Conseillé par Georges, le roi polonais accepte de lever et de financer l'armée du faux Dimitri. 
Celui-ci s'empare de Moscou en juin 1605 après avoir renversé les Godounov et prend le nom de Dimitri II. En novembre, il envoie à Marina sa demande officielle de mariage qui se fait par procuration à la cathédrale de Cracovie. Sigismond III y assiste de même que des centaines de diplomates étrangers. Même le pape y a envoyé un représentant. 
Au printemps 1606, Marina part retrouver son époux. Elle est accompagnée de son père et d'une suite de 4 000 personnes. Elle fait une entrée remarquée à Moscou le 24 avril. Le couronnement et le mariage officiel ont lieu le 8 mai. On ne sait pas si elle s'est alors convertie à l'orthodoxie ou si elle est restée catholique. 
Son règne comme tsarine ne dure pas longtemps. Moins de dix jours plus tard, c'est le coup d'État. Des conjurés entrent de force au Kremlin. Le faux Dimitri se sauve par la fenêtre mais se casse une jambe en tombant. Il est rattrapé, exécuté, brûlé et ses cendres tirées au canon vers la Pologne. Le Zemski sobor choisit alors Vassili IV Chouiski comme tsar, et son premier geste est d'emprisonner les partisans du tsar déchu. Parmi eux, se trouvent évidemment Marina et son père.

## Avec le second faux Dimitri
En 1608, un second faux Dimitri menace Moscou. Il s'est installé à Touchino, à quelques kilomètres de la capitale, et s'apprête à l'assiéger. Comme le premier imposteur, il est appuyé par Sigismond III. Vassili IV prend peur et négocie une entente avec le roi polonais. Celui-ci consent à retirer son appui au prétendant contre la libération de tous les prisonniers polonais. Les Mniszek peuvent ainsi quitter Moscou.
Alors que Georges fuit vers Iaroslavl, Marina se dirige lentement vers la Pologne. Elle est rattrapée et enlevée par un détachement du second faux Dimitri qui la ramène à Touchino. Elle dit « reconnaître » son époux, le tsar Dimitri II, qui a miraculeusement échappé à ses agresseurs. Évidemment, ce n'est pas lui mais cette reconnaissance fait évanouir certains doutes et lui apporte de nombreux appuis. 
Malheureusement pour elle, le second faux Dimitri est assassiné à son tour en décembre 1610 dans des circonstances douteuses. Un mois plus tard, le 16 janvier, naît le fils qu'elle a eu de lui. Le patriarche Hermogène, qui avait affublé le faux Dimitri du surnom de Brigand de Touchino, donne celui de « Petit Brigand » à son héritier.

## Avec Ivan Zarucki
Marina, elle, s'est trouvé un nouveau protecteur (et un nouvel amant) en la personne d'Ivan Zarucki (en), ataman des Cosaques du Don. En 1612, ses troupes entreprennent le siège de Moscou. Les autres villes russes, qui veulent faire cesser cette période de troubles interminables, mobilisent une armée et repoussent les Cosaques de Zarucki vers le sud. Une partie des Cosaques se joint à leurs milices. Les autres, sous la conduite de l'ataman, se dirigent vers Astrakhan, emportant avec eux Marina et le « Petit Brigand ».
En 1613, Marina Mniszek voit la fin de ses espérances lorsque le Zemski Sobor élit Michel III Romanov comme nouveau tsar. La population, qui ne veut pas subir les foudres du nouveau maître, les oblige, elle et Zarucki, à quitter la ville. En juin 1614, près du fleuve Yaik, dans l'Oural, ils sont encerclés, capturés et ramenés à Moscou. Zarucki subit le supplice du pal. Le « Petit Brigand », un enfant âgé de trois ans, est pendu. Marina meurt peu de mois après en prison.

## Filmographie
- Boris Godounov de Sergueï Bondartchouk (1986)